# 바르샤바 철도박물관
바르샤바 철도박물관(폴란드어: Muzeum Kolejnictwa w Warszawie)은 폴란드 바르샤바에 소재한 철도박물관이다. 박물관의 전시물은 영구 컬렉션과 임시 컬렉션으로 나뉜다. 임시 컬렉션은 박물관 갤러리 내부에 전시된다. 영구 컬렉션은 외부 선로에 전시된 역사적인 철도 차량으로 구성되어 있으며, 여기에는 유럽에서 남아 있는 몇 안 되는 장갑 철도 열차 중 하나가 포함되어 있다. 박물관에는 폴란드 철도에 관한 많은 도서를 소장하고 있는 도서관도 있다.